# Chapelle Boïm
La chapelle Boïm (en ukrainien : Каплиця Боїмів) est une chapelle située 1 place de la cathédrale, à Lviv, en Ukraine.
Elle a été créée entre 1609 et 1615 par l’architecte Andrzej Bemer pour la famille Boïm, des marchands de Lviv. À l’origine, elle était destinée à servir de crypte à la famille Boïm. Elle accueille quatorze personne de la famille, elle est située à côté de la cathédrale latine sur l'emprise du cimetière. Elle est d'un style proche de celui de la chapelle Campian de la cathédrale.
Le site est protégé par l’UNESCO depuis les années 1970. 

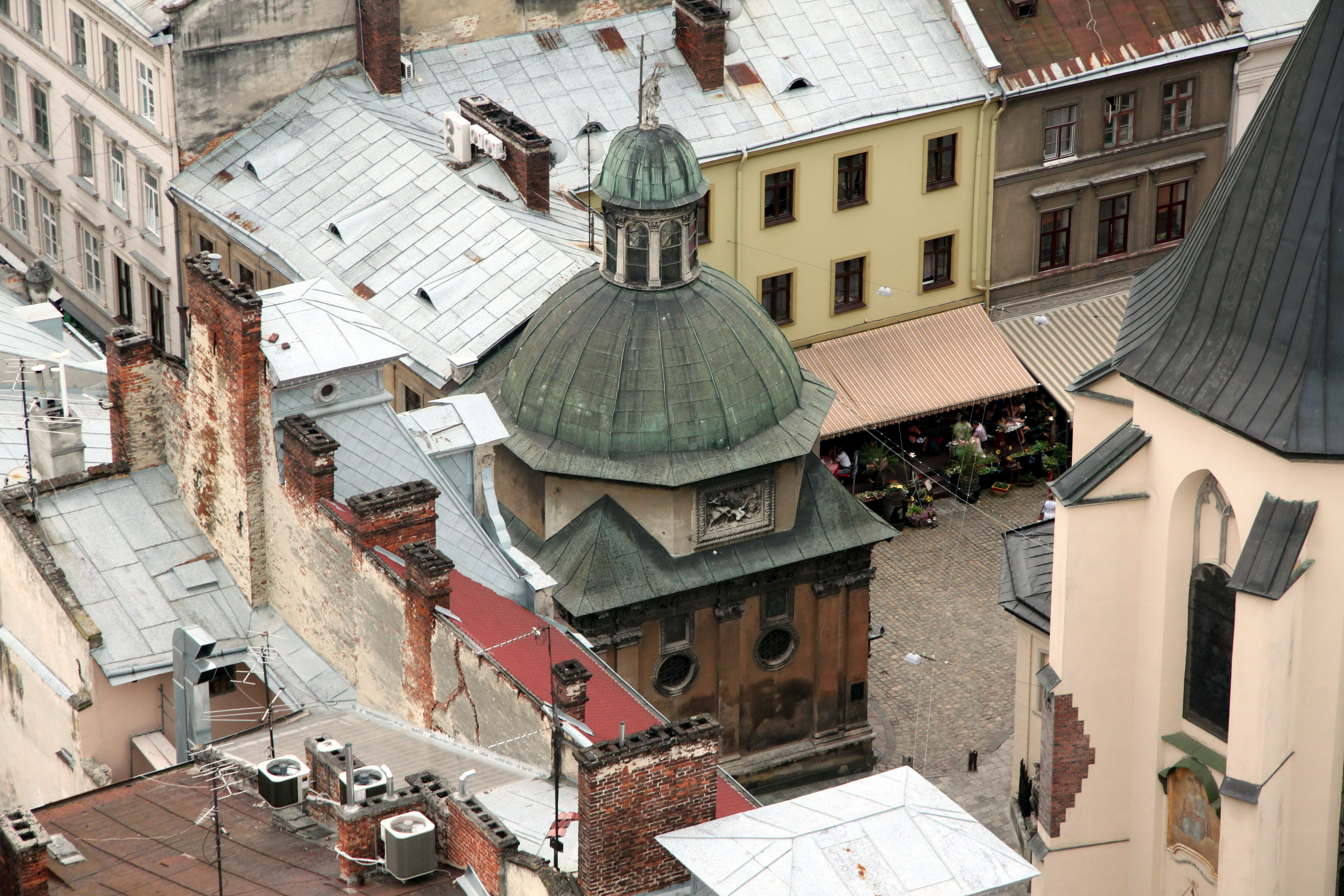
Vue aérienne.
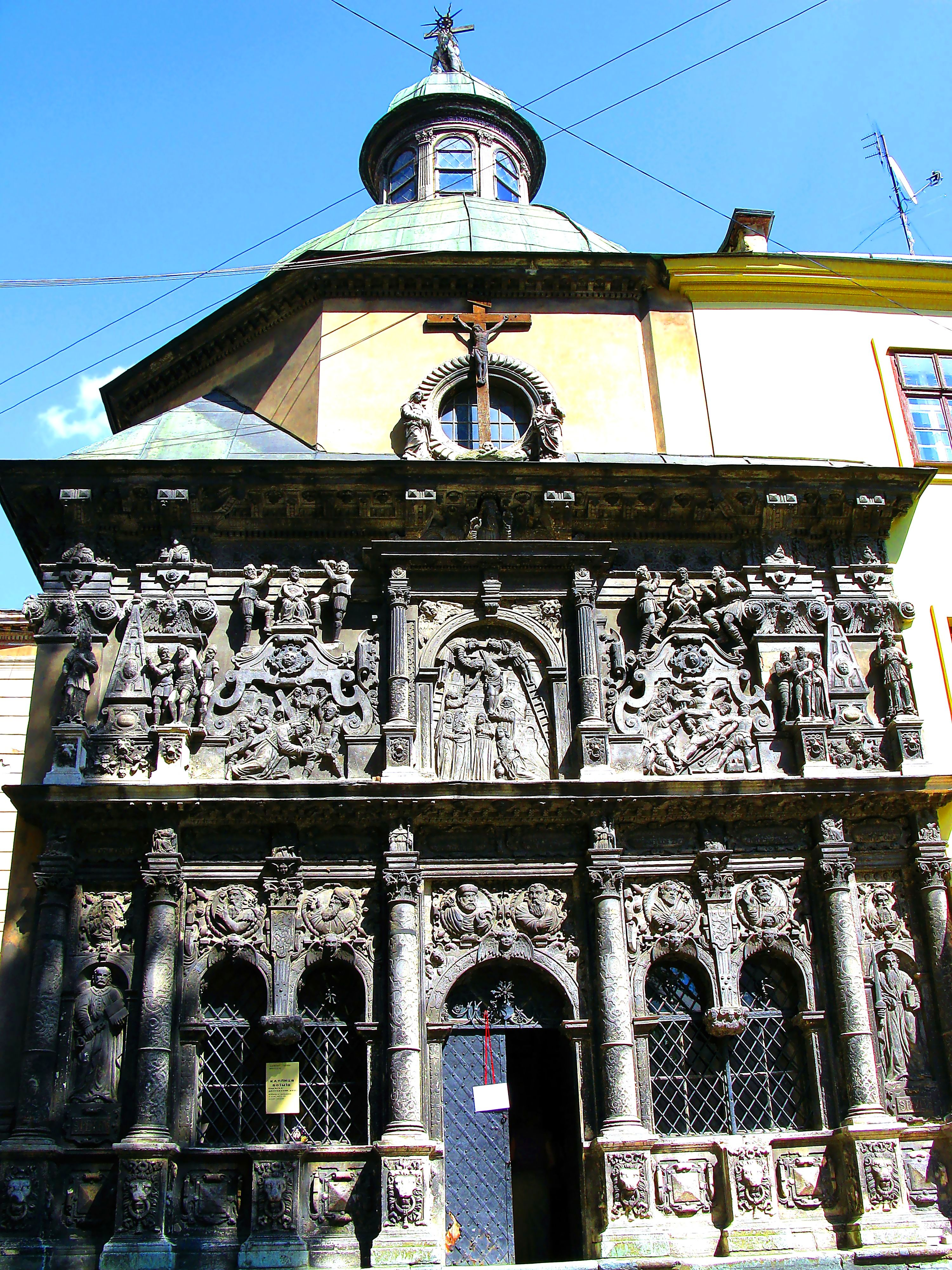
Son portail.
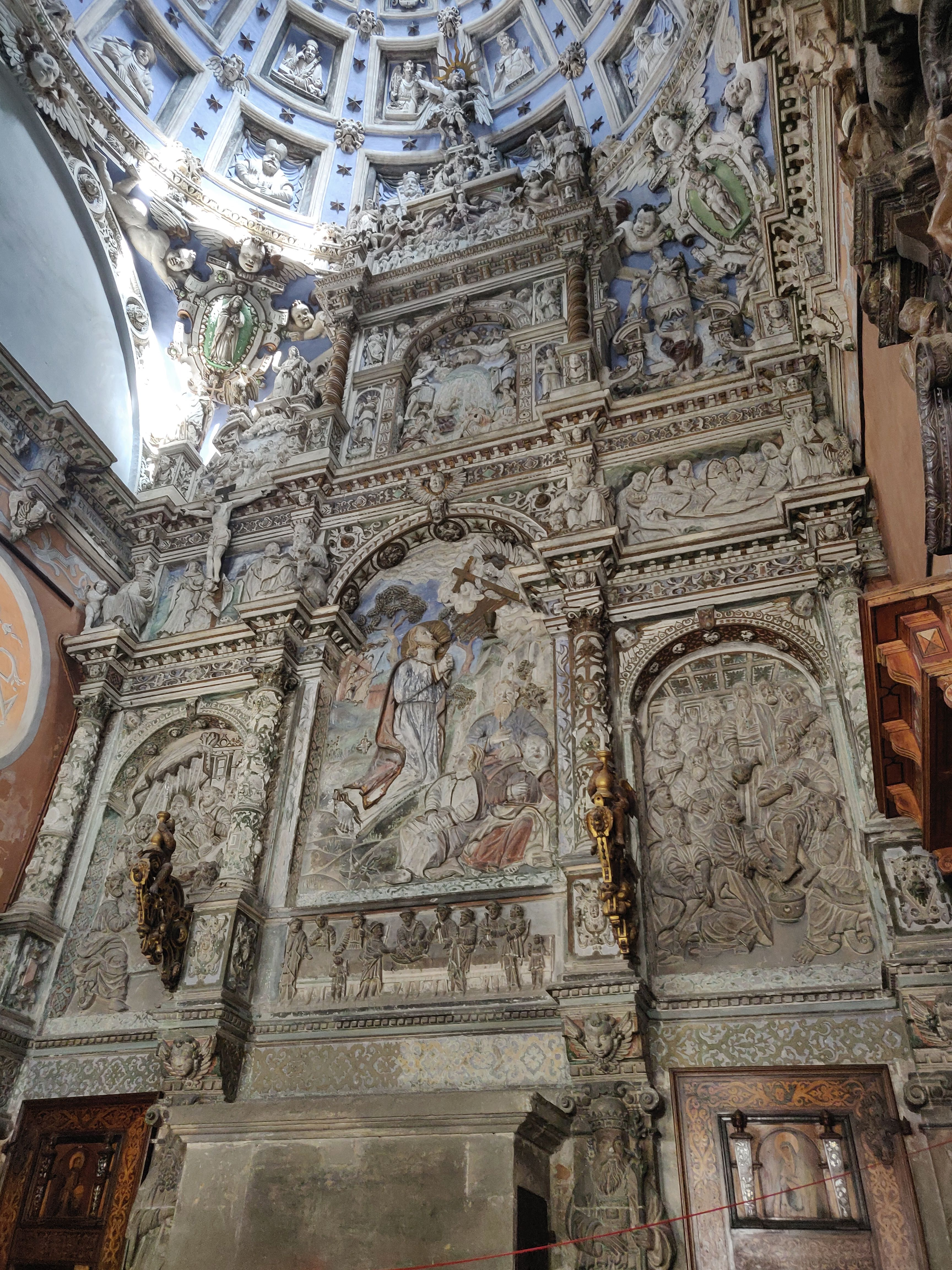
Un autel,
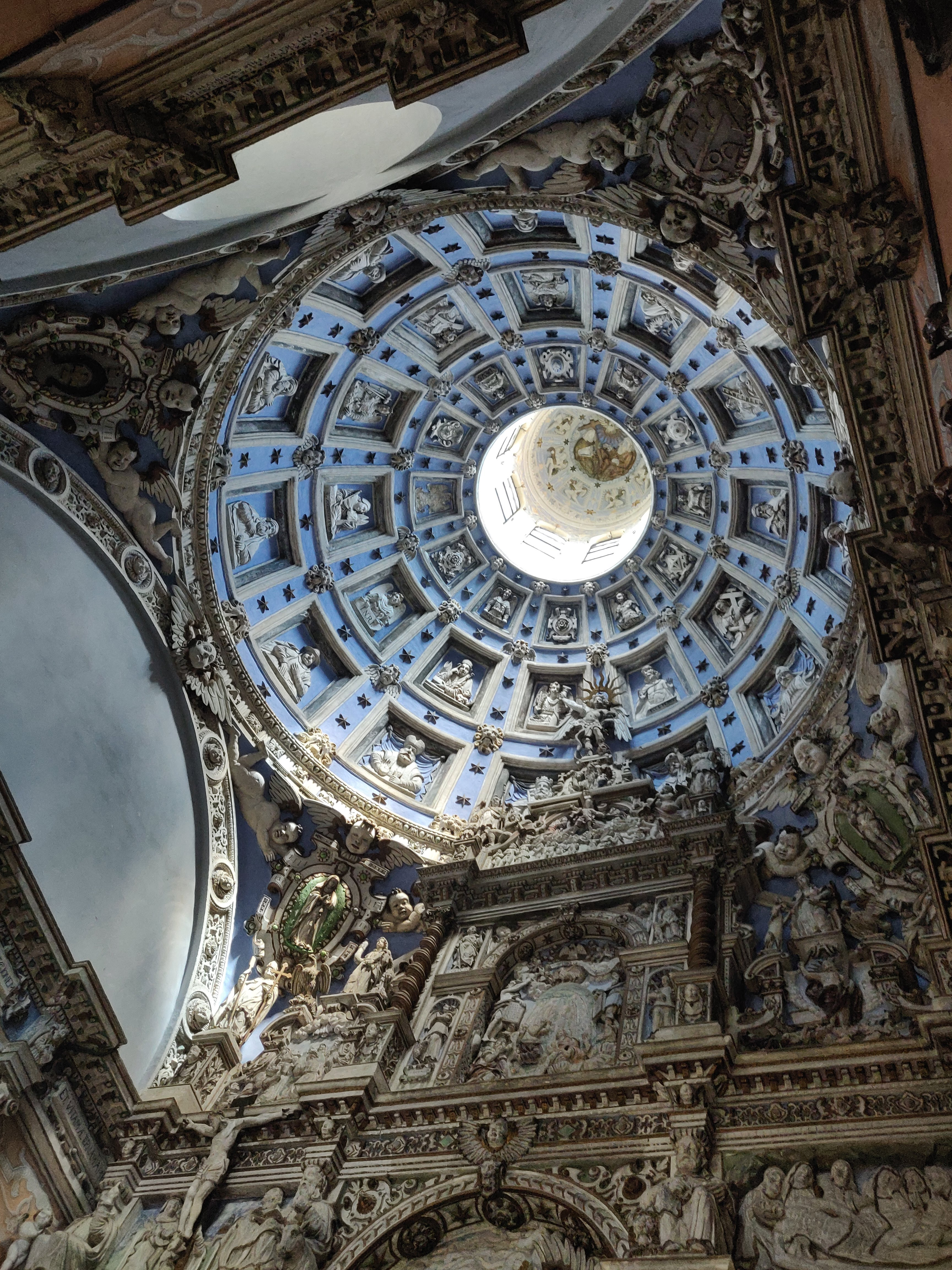
la coupole,
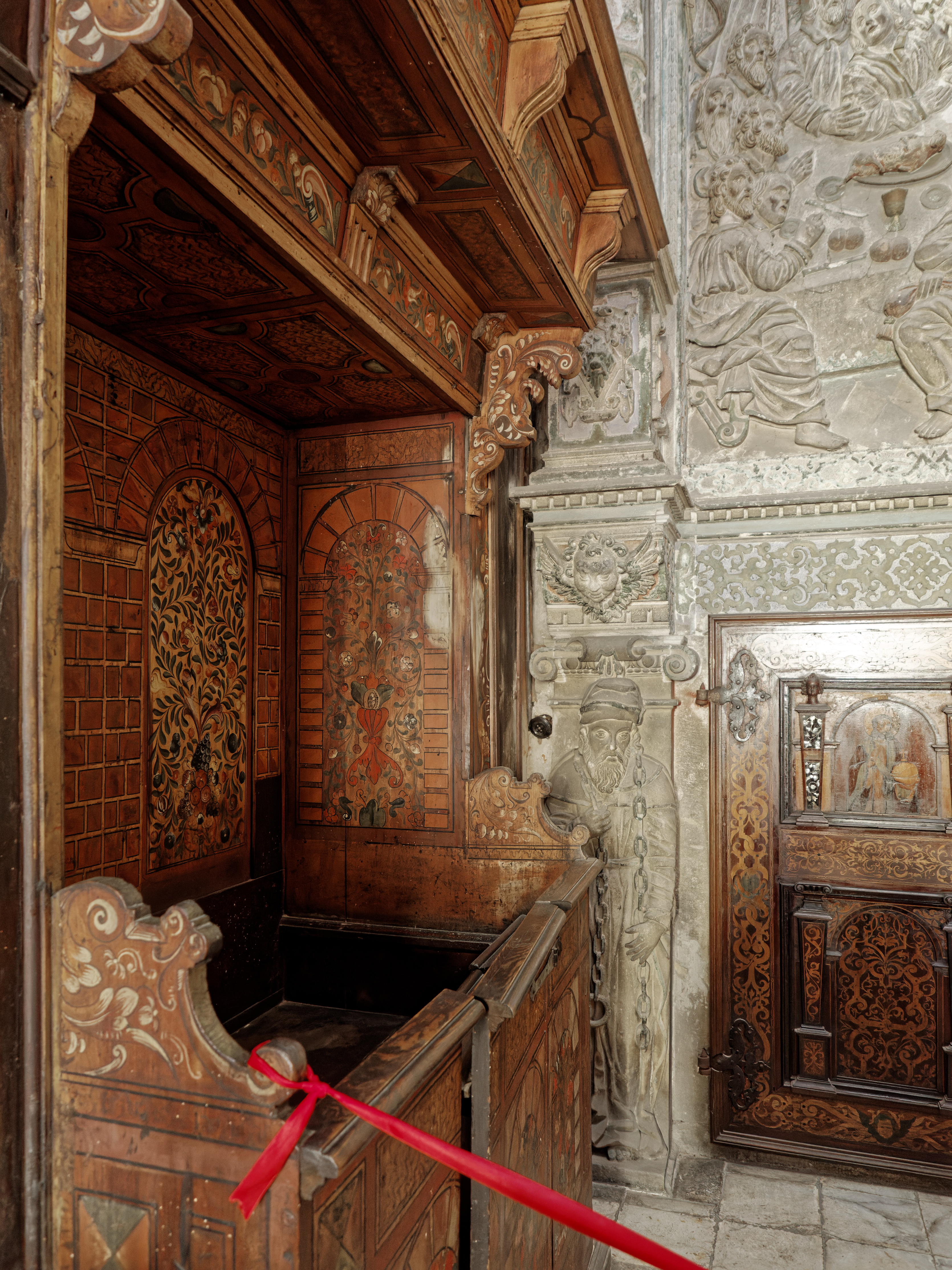
stalle,
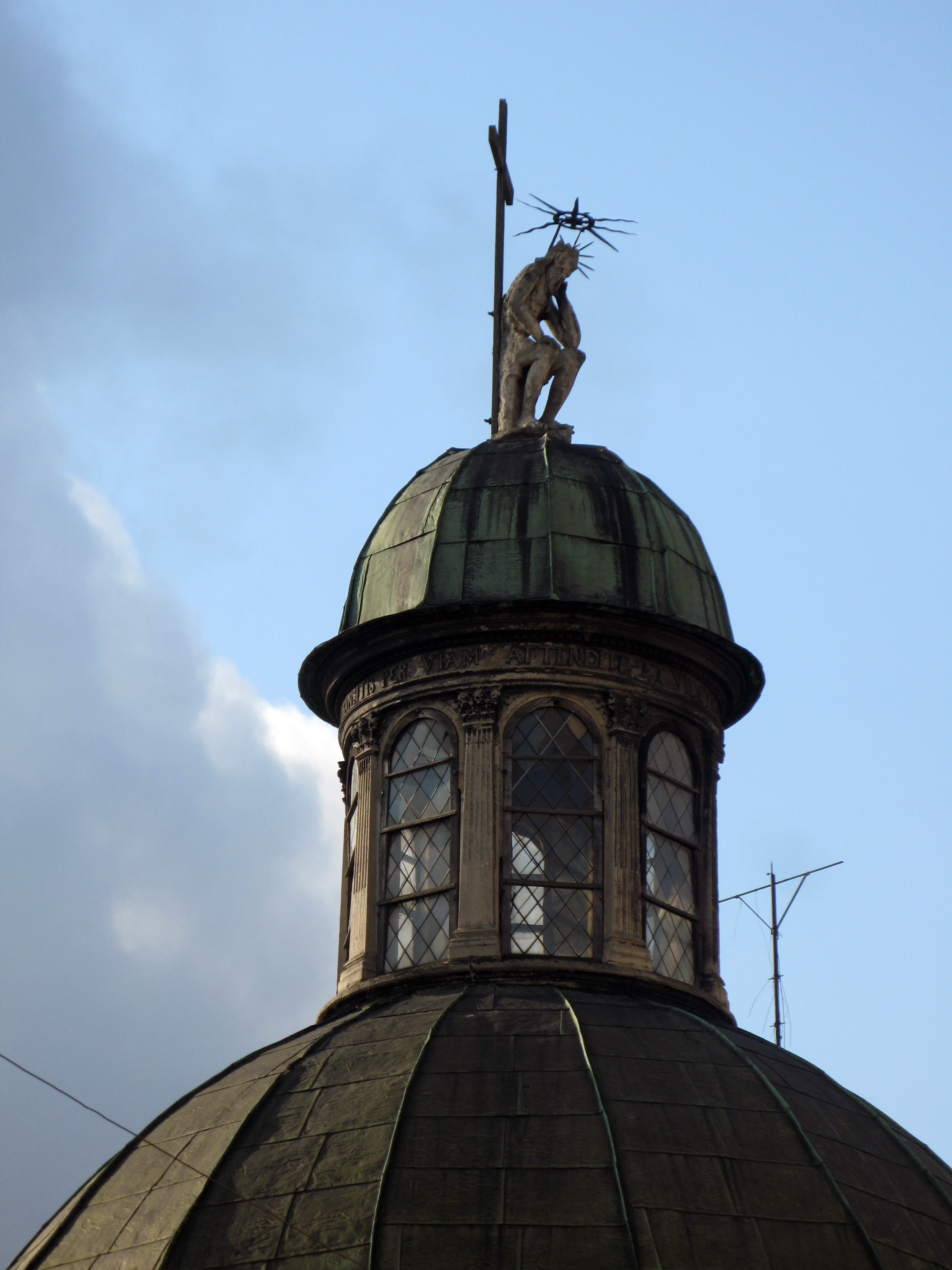
clocheton,
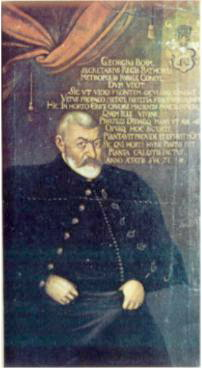
tableau de Georges Boïm,
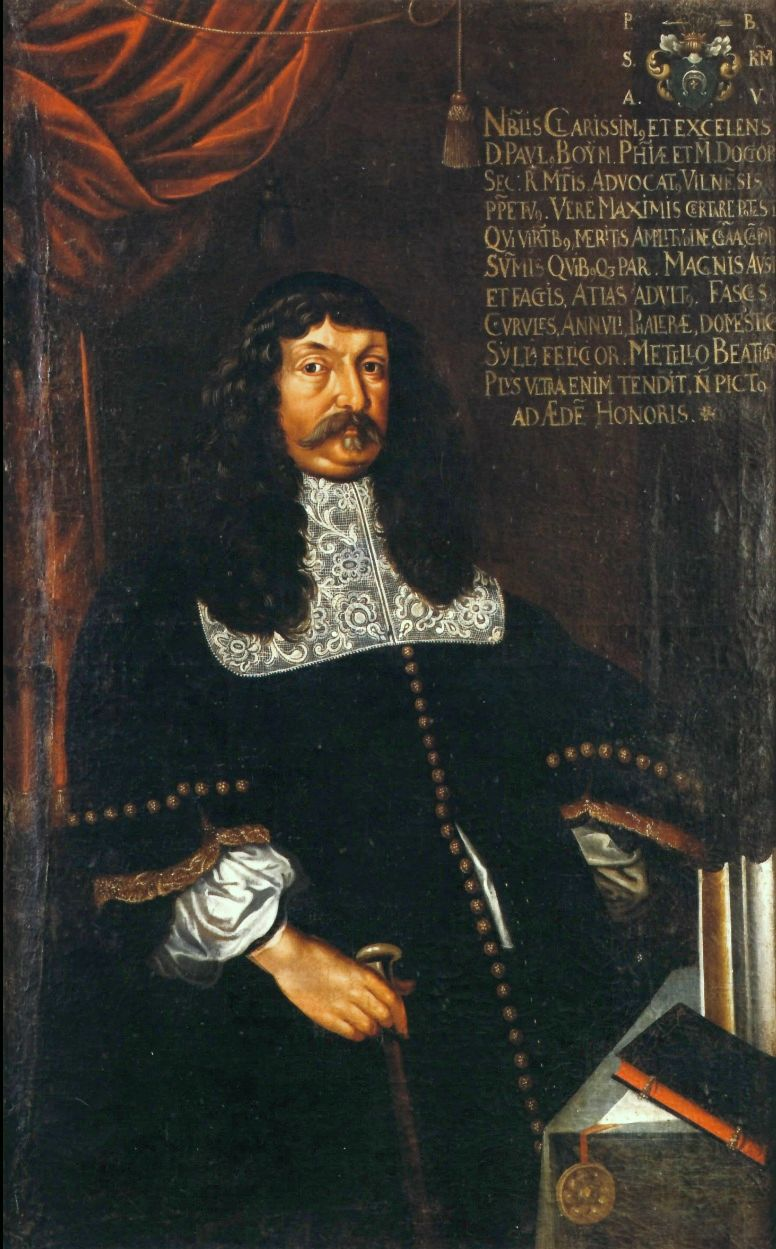
Benedict Boïm,
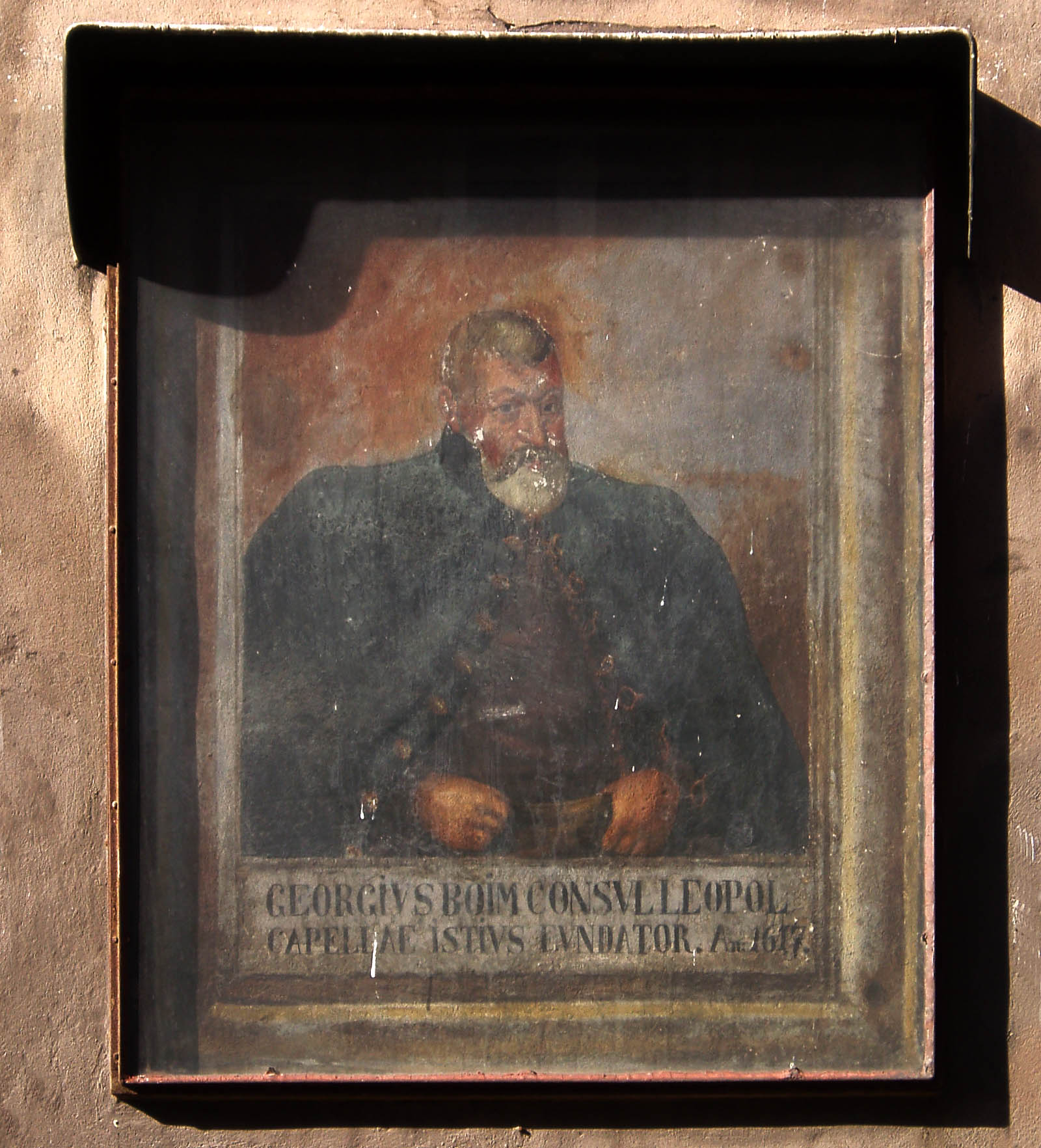
Denisniov Boïm.

## Référence
1. ↑  numéro : 46-101-0549.
2. ↑  « Chapelle Boïm - Chapelle Renaissance près de la Cathédrale Latine, Lviv, Ukraine. », sur fr.aroundus.com (consulté le 21 mars 2025)
3. ↑  (en) « The Chapel of the Boim family », sur Urban Media Archive (consulté le 21 mars 2025)